# 5core
株式会社5coreは、東京都渋谷区に拠点を置く企業。 個人投資家向けにドル円のマーケットレポートの公開・テクニカル分析の解説・FXやバイナリーオプションの情報発信、個人投資家向けのシステム開発といった投資ソリューションを提供している。

## 沿革
- 2020年1月 - 資本金100万円で個人事業として東京都渋谷区でWebメディア運営業として創業。
- 2021年2月 - 個人事業主から、株式会社5core設立
- 2022年4月 - フィンテック企業として舵を切るために、金融メディアの運営開始
- 2023年5月 - FXやバイナリーオプションの税金計算ツールなど個人投資家向けの金融ソリューションを開発

## 事業内容
- 退職代行事業
- 金融メディア事業
- 個人投資家・トレーダー向けの金融システム開発

## 事業所
- 東京都渋谷区渋谷3-6-2 エクラート渋谷4F